# 스페인 대 몰타 (UEFA 유로 1984 예선)
1983년 12월 21일, 스페인 대 몰타의 경기는 UEFA 유로 1984 예선 최종전 경기들 중 하나이다. 이 경기는 스페인 국가대표팀 역사상 가장 중요한 경기들 중 하나로 회자되곤 한다.

## 배경
경기를 나흘 앞두고, 네덜란드가 몰타를 5-0으로 꺾고 대회 예선을 승점 13점 골득실 +16으로 마무리지었다. 스페인은 최종전에서 승리할 시 승점 13점으로 동률이 될 것이며, 골득실에 따라 본선 진출국이 갈리게 될 것이었다.
스페인은 한 경기를 남긴 상태에서 골득실차가 +5였는데, 따라서 스페인은 몰타를 11골 차이 이상의 대승을 일궈야만 본선에 진출할 수 있게 되었다. 스페인은 앞서 7번의 경기에서 12골을 기록하는데 그쳤고, 경기를 앞두고 몰타의 골키퍼 존 보넬로는 "스페인은 어린애들로 구성된 선수단을 상대로도 11골을 득점할 수 없다"라고 도발하기까지 했다.
12월 17일과 스페인과 몰타의 경기 사이의 기간에 7조의 순위표는 다음과 같았다:
| 순위 | 팀              | 경기 | 승 | 무 | 패 | 득 | 실 | 차  | 승점 | 진출           |
| ---- | --------------- | ---- | -- | -- | -- | -- | -- | --- | ---- | -------------- |
| 1    | 네덜란드        | 8    | 6  | 1  | 1  | 22 | 6  | +16 | 13   | 대회 본선 진출 |
| 2    | 스페인          | 7    | 5  | 1  | 1  | 12 | 7  | +5  | 11   |                |
| 3    | 아일랜드 (탈)   | 8    | 4  | 1  | 3  | 20 | 10 | +10 | 9    |                |
| 4    | 아이슬란드 (탈) | 8    | 1  | 1  | 6  | 3  | 13 | −10 | 3    |                |
| 5    | 몰타 (탈)       | 7    | 1  | 0  | 6  | 4  | 25 | −21 | 2    |                |

1983년 12월 17일 기준 순위. 출처: UEFA 

다음 라운드 진출 규정: 순위 규정 

(탈):  탈락

## 경기

### 요약
스페인이 UEFA 유로 1984에 진출할 수 있는 유일한 방법은 몰타를 11골 차이 이상으로 이기는 것밖에 없었다.
스페인은 경기 시작 2분 만에 페널티 킥 기회를 얻었는데, 프란시스코 호세 카라스코가 페널티 구역 안에서 걸려넘어졌다. 그러나, 주자로 나선 후안 안토니오 세뇨르가 경기 4분에 페널티 킥을 실축했는데, 왼쪽 골대를 맞고 나온 공은 몰타 수비수가 걷어내면서 코너킥이 되었다. 스페인은 15분이 되어서야 산티야나가 골문을 열었는데, 24분에 몰타의 미카엘 데조르조에게 동점골을 헌납하면서 1-1이 되어 승부는 원점으로 돌아갔다.
전반이 종료되었을 때, 스페인이 3-1로 앞서나갔는데, 전반이 끝날 때만 해도 스페인이 본선에 진출할 만큼 충분한 득점을 올릴 것이라 예상한 사람은 거의 없었다. 그러나, 앞서 경기 초반에 페널티 킥을 실축한 후안 안토니오 세뇨르가 88분에 스페인의 12번째 골이자 마지막 골을 기록하였다. 라파엘 고르디요는 경기 막판에 13번째 득점을 기록할 뻔했지만 주심이 그의 골을 취소하였다. 이와 무관하게, 스페인은 네덜란드를 제치고 본선에 진출하기 위해 필요한 11골차 승리를 거두어 극적으로 본선에 진출하였다.

### 상세 정보
| 스페인                                                                                       | 12 - 1 | 몰타         |
| -------------------------------------------------------------------------------------------- | ------ | ------------ |
| 산티야나 15′ 26′ 28′ 75′ · 링콘 46′ 55′ 63′ 78′ · 마세다 60′ 62′ · 사라비아 79′ · 세뇨르 84′ | 리포트 | 데조르조 24′ |

| 스페인 | 몰타 |

| GK          | 1  | 프란시스코 부요             |     |     |
| CB          | 5  | 안도니 고이코에체아         |     |     |
| CB          | 3  | 호세 안토니오 카마초 (주장) |     |     |
| CB          | 4  | 안토니오 마세다             | 52′ |     |
| CM          | 2  | 후안 안토니오 세뇨르        |     |     |
| CM          | 6  | 라파엘 고르디요             | 25′ |     |
| CM          | 8  | 빅토르 무뇨스               |     |     |
| RM          | 10 | 마누엘 사라비아             |     |     |
| LM          | 11 | 이폴리토 링콘               |     | 88′ |
| CF          | 7  | 프란시스코 카라스코         |     |     |
| CF          | 9  | 산티야나                    |     |     |
| 교체 선수:  |    |                             |     |     |
| FW          | 16 | 마르코스 알론소             |     | 88′ |
| 감독:       |    |                             |     |     |
| 미겔 무뇨스 |    |                             |     |     |

| GK            | 1  | 존 보넬로              | 50′    |     |
| RB            | 3  | 알렉스 아초파르디      |        |     |
| CB            | 2  | 이매뉴얼 파루자        |        |     |
| CB            | 5  | 존 홀랜드 (주장)       |        |     |
| CB            | 6  | 노먼 부티기에그        |        |     |
| LB            | 10 | 이매뉴얼 파브리        | 34′    |     |
| CM            | 11 | 미카엘 데조르조        | 3′ 76′ |     |
| CM            | 9  | 어니스트 스피테리-곤치 |        |     |
| CM            | 8  | 레이 파루자            |        | 70′ |
| CF            | 4  | 사이먼 토르텔          | 23′    |     |
| CF            | 7  | 실비오 데마누엘레      |        |     |
| 교체 선수:    |    |                        |        |     |
| DF            | 14 | 마리오 파루자          |        | 76′ |
| 감독:         |    |                        |        |     |
| 빅토르 스체리 |    |                        |        |     |

| 부심: 야흐야 디케르 (튀르키예) 외잔 오알 (튀르키예) | 경기 규정 - 90분 - 최대 2명 교체 가능 |

## 경기 후
이 경기는 스페인의 RTVE를 통해 중계되었다. 경기 후, 몰타의 골키퍼가 최선을 다하지 말고 스페인이 큰 점수 차이로 이길 수 있도록 매수되었다는 의혹이 제기되었고, 소문에 따르면 몰타와 스페인의 선수진과 관계자들이 전반전 종료 후 합의를 본 것으로 떠돌았다. 2018년 3월, 실미오 데마누엘레와 카르멜 부수티 두 몰타 선수들은 스페인이 금지 약물을 복용했다고 주장했는데, "스페인 선수들 입에서 거품이 나와 물 마시는 것을 멈출 수 없었다"라고 말했다. 그들의 주장에 따르면 몰타 선수들은 전반전이 끝나고 레몬 조각을 이용해 약물을 복용했다고 덧붙였다. 그러나, 2018년까지 승부 조작에 관한 어느 물증도 나오지 않았다.
몰타 축구 협회는 이 경기에 대한 수사를 요청했고, 나중에 몰타의 대통령직까지 역임한 조지 아벨라 회장은 국가대표팀의 개혁을 추진하였다. 아벨라 회장은 체계적인 시설의 부족은 국가대표팀이 유럽 선수권 같은 큰 대회에 전문적인 준비를 하는데 미흡한 것으로 연결되었고, 짧은 시일 내에 원정 경기를 연속해서 치르는 일정 또한 문제로 지적되었고, 향후에 경기 일정이 이런 방식으로 짜여서는 안된다고 지적하였다. (몰타는 세비야에서 1-12 대패를 당하기 불과 나흘 전에 네덜란드를 상대했었다)

## 최종 순위표
스페인과 네덜란드는 승점 13점으로 동률을 이루었고, 맞대결을 통한 상대 전적의 골득실에서도 동률을 이루었다. 결국, 전체 골득실에서도 동률임에 따라 스페인이 기록한 총득점이 24골이었고, 그에 따라 총 22골을 넣은 네덜란드를 제치고 다득점차에 따라 대회 본선에 진출하였다.
| 순위 | 팀         | 경기 | 승 | 무 | 패 | 득 | 실 | 차  | 승점 | 진출           |
| ---- | ---------- | ---- | -- | -- | -- | -- | -- | --- | ---- | -------------- |
| 1    | 스페인     | 8    | 6  | 1  | 1  | 24 | 8  | +16 | 13   | 대회 본선 진출 |
| 2    | 네덜란드   | 8    | 6  | 1  | 1  | 22 | 6  | +16 | 13   |                |
| 3    | 아일랜드   | 8    | 4  | 1  | 3  | 20 | 10 | +10 | 9    |                |
| 4    | 아이슬란드 | 8    | 1  | 1  | 6  | 3  | 13 | −10 | 3    |                |
| 5    | 몰타       | 8    | 1  | 0  | 7  | 5  | 37 | −32 | 2    |                |

1983년 12월 17일 기준 순위. 출처: UEFA 

다음 라운드 진출 규정: 순위 규정 

## 기록
- 이 경기는 스페인 국가대표팀 역사상 2번째로 큰 점수차 승리를 기록한 경기이며, 몰타의 역대 최다 점수차 패배 경기이기도 하다. 스페인의 역대 최고로 큰 점수차 승리를 거둔 경기는 불가리아와의 1933년 경기로, 이 경기에서 13-0 승리를 거두었다.
- 산티야나는 이 경기에서 4골을 추가해 예선 7조의 최다 득점자로 이름을 올렸다.